# Квебекський міст
Квебекський міст (фр. Pont de Québec) — металевий консольний міст через річку Святого Лаврентія, що з'єднує міста Квебек і Леві.
Міст планували побудувати ще в середині XIX століття, проте повністю він був відкритий 3 грудня 1919 року.
30 серпня 1907 частина недобудованого моста обвалилась, що спричинило загибель 75 осіб.
Міст належить Канадській національній залізниці, відстань між опорами — 549 м, загальна довжина — 987 м, а ширина — 29 м. На момент спорудження він був найбільшим мостом Канади.
На мосту є три смуги для автотранспорту, один залізничний шлях і одна пішохідна доріжка.
Паралельно Квебекському мосту проходить більш сучасний міст П'єра Лапорта.